# Centrair 201 Marianne
Centrair 201 Marianne – francuski szybowiec szkolny i wyczynowy z lat 80. XX w.

## Historia
Francuska Federacja Szybowcowa (franc. Fédération française de vol à voile, FFVV) zgłosiła zapotrzebowanie na opracowanie dwumiejscowego szybowca szkolnego, który miałby zastąpić dotychczas używane szybowce Wassmer Bijave. Zamówienie zostało złożone w firmie Centrair, która miała doświadczenia w budowie licencyjnych szybowców ASW 20F. Inżynier Marc Ranjon opracował koncepcję maszyny, która miała służyć do szkolenia oraz lotów wyczynowych i akrobacyjnych. Prototyp został oblatany 19 września 1985 r. Certyfikat typu otrzymał 29 stycznia 1987 r. Producent przewidywał rozwijanie konstrukcji, m.in. zakładano opracowanie wersji z chowanym podwoziem czy o rozpiętości zwiększonej do 20,9 m. Firma Centrair zaprzestał działalności w 1988 r., do tego momentu dostarczono klientom ok. 80. szybowców Marianne. Nie powstały też wersje rozwojowe.

## Konstrukcja
Dwuosobowy szybowiec szkolny i wyczynowy w układzie średniopłatu.
Skrzydło o konstrukcji jednodźwigarowej, obrysie dwutrapezowym. Wyposażone w lotki oraz hamulce aerodynamiczne umieszczone na górnej powierzchni płata. Kadłub o konstrukcji skorupowej z laminatu wzmocnionego włóknem szklanym. Kabina załogi w układzie tandem, o wysokości 95 cm i szerokości 66 cm. Osłona pierwszego miejsca otwierana do przodu, a tylnego na prawą burtę. Kadłub zakończony usterzeniem w układzie T. Podwozie stałe, jednotorowe z kółkiem przednim i niewielką płozą ogonową. Główne koło wyposażone w hamulec hydrauliczny. Szybowiec posiada przedni zaczep startowy oraz dolny w okolicy środka ciężkości.